# دافيد دا سيلفا
دافيد دا سيلفا (بالبرتغالية: David Aparecido da Silva‏)، لاعب كرة قدم برازيلي.
احترف في مالطا وإيرلندا ونادي مازيمبي الكونغولي والخليج الإماراتي والمصنعة العماني والعروبة السعودي وكانازاوا الياباني والقادسية الكويتي ووقع مع نادي الخور عام 2017.

## روابط خارجية
- دافيد دا سيلفا على موقع الاتحاد الأوربي (الإنجليزية)
- دافيد دا سيلفا على موقع رابطة كرة القدم اليابانية للمحترفين (اليابانية)
- دافيد دا سيلفا على موقع دوري كوريا الجنوبية (الإنجليزية)
- دافيد دا سيلفا على موقع قاعدة بيانات كرة القدم.إي يو (الإنجليزية)
- دافيد دا سيلفا على موقع Soccerway.com (الإنجليزية)
- دافيد دا سيلفا على موقع كووورة